# パラベラ
パラベラ（イタリア語: PalaVela、旧名Palazzo a Vela パラッツォ・ア・ヴェーラ、Palazzo delle Mostre パラッツォ・デッレ・モストレ）はイタリアのトリノにある屋内競技場。

## 開催した主な競技会
2005年に開催された五輪リハーサル大会のヨーロッパフィギュアスケート選手権をはじめ、2006年の2006年トリノオリンピックでは、フィギュアスケートとショートトラックスピードスケートが行なわれた。また、2007年の冬季ユニバーシアード、ISUグランプリファイナル、2010年の世界フィギュアスケート選手権の舞台にもなった。